# Microsoft InfoPath
Microsoft InfoPath — приложение, используемое для разработки форм ввода данных на основе XML. Впервые это приложение появилось как часть Microsoft Office 2003 в конце 2003 года, а затем было выпущено в составе Microsoft Office 2007. При разработке приложение первоначально носило кодовое имя «NetDocs», затем «XDocs». Текущей версией является Microsoft InfoPath 2013.
Основная возможность InfoPath — возможность создавать, просматривать и редактировать документы, поддерживающие некоторую заданную пользователем XML-схему. Для получения и изменения данных можно использовать соединение с внешними системами — базами данных Access, MS SQL, веб-сервисами. Кроме того, поскольку данные представлены в виде XML, документы могут обрабатываться сторонними XML-процессорами. Использование Microsoft Office Forms Server либо Microsoft Office SharePoint Server позволяет работать с XML-формами через браузер, без установки на клиенте приложения InfoPath.
Сложное поведение форм может быть запрограммировано на языках JScript, VBScript, C# и Visual Basic .NET, используя такие инструменты как Microsoft Script Editor (MSE) и Visual Studio Tools for Applications (VSTA). Кроме того, доступно средство Visual Studio Tools for Office (VSTO) — дополнение к Visual Studio, позволяющее вести всю разработку форм InfoPath в одной интегрированной среде.
С 2026 года Microsoft полностью прекращает поддержку InfoPath Forms Services в SharePoint Online и всех версиях SharePoint Server. Это решение является финальным этапом постепенного отказа от технологии InfoPath, о котором Microsoft впервые объявила еще в 2014 году. 
Начиная с декабря 2024 года, Microsoft блокирует публикацию новых форм InfoPath в SharePoint Online для клиентов, которые не используют этот сервис активно. Существующие формы продолжат работать до 14 июля 2026 года, после чего сервис будет полностью отключен.

## Версии
InfoPath 2003
Выпущена 19 августа 2003 года. Входит в состав Microsoft Office 2003 редакции Professional Enterprise, а также продаётся отдельно.
InfoPath 2003 SP1
Выпущен 27 июля 2004 года. Добавлен ряд улучшений, как в пользовательском интерфейсе, так и в функциональности. Добавился ряд новых контролов, появилась поддержка управляемого кода.
InfoPath 2007
Входит в состав Microsoft Office 2007 редакций Ultimate, Professional Plus и Enterprise.
Были введены режимы совместимости «форма для браузера» и «форма InfoPath 2003», в которых вводились некоторые ограничения.
InfoPath 2007 SP1
Выпущен в декабре 2007 года.
InfoPath 2010
Выпущен в мае 2010 года.
InfoPath 2013
Выпущен в октябре 2012 года.